# 모리야마 기미야
모리야마 기미야(일본어: 森山 公弥, 2002년 4월 4일~)는 일본의 축구 선수이다.

## 구단 경력
그는 2021년 J1리그의 아비스파 후쿠오카에 입단했다. 2025년 J2리그의 에히메 FC로 이적했다.